# Vitellozzo Vitelli (Kardinal)

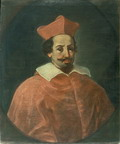
Vitellozzo Kardinal Vitelli (1560)

Vitellozzo Vitelli (* 1531 in Città di Castello, Italien; † 19. November 1568 in Rom) war ein Kardinal der römisch-katholischen Kirche.
Er war der älteste Sohn von Alessandro Vitelli und Angela de’ Rossi.

Kardinalwappen (schematische Darstellung)

Vitelli war von 1554 bis 1560 Bischof von Città di Castello. Anschließend hatte er für ein Jahr das Bischofsamt von Imola inne, ehe er ab 1567 Bischof von Carcassonne war.
Außerdem war Vitelli Mitglied der römischen Kurie. Papst Paul IV. erhob ihn am 15. März 1557 zum Kardinal. Von 1564 bis 1568 war Vitelli Kardinalkämmerer der römisch-katholischen Kirche. Ab 1564 war er Kardinaldiakon von Santa Maria in Via Lata.